# چند میگیری گریه کنی ۲
چند می‌گیری گریه کنی ۲ فیلمی به کارگردانی و تهیه‌کنندگی علی توکل‌نیا، نویسندگی رحیم بهبودی‌فر تولید سال ۱۳۹۸ است. این فیلم ادامه فیلم چند می‌گیری گریه کنی است که در سال ۱۳۸۵ اکران شده‌است.

## بازیگران
| بازیگر           | نقش          |
| ---------------- | ------------ |
| محیا دهقانی      | مریم         |
| ابوالفضل پورعرب  | ناصر         |
| حمید لولایی      | اشکبوس       |
| حامد آهنگی       | مصیب         |
| اشپیتیم آرفی     | بهرام شایسته |
| عباس جمشیدی فر   | خواننده      |
| اسدالله یکتا     | اسدالله      |
| گیتی معینی       | مادرزن ناصر  |
| فرشاد حسینی موحد | گریه کن      |
| احسان عباسی      | داماد        |

## داستان فیلم
داستان «چند میگیری گریه کنی ۲» از جایی آغاز می‌شود که پسر پیرمرد ثروتمند قسمت اول این فیلم بعد از سی سال به ایران بر می‌گردد تا ارث پدرش را بگیرد؛ اما با وصیت عجیب پدرش روبرو می‌شود، او برای به دست آوردن ارث باید هفت مراسم ختم برای هفت خانواده نیازمند برگزار کند، با این شرط که خودش هم نقش موثری در این مراسم‌ها داشته باشد.